# هو-سانج باك
هو-سانج باك (بالإنجليزية: Ho-Sung Pak)‏ هو ممثل كوري جنوبي وأمريكي، ولد في 8 نوفمبر 1967 في كوريا الجنوبية.

## أعمال

### أفلام
- (1994) السيد السكران 2
- (2005) بلود راين
- (2005) وحيد في الظلام[3]
- (2012) ريد دان[4]

## وصلات خارجية
- هو-سانج باك على موقع IMDb (الإنجليزية)
- هو-سانج باك على موقع ألو سيني (الفرنسية)
- هو-سانج باك على موقع أول موفي (الإنجليزية)
- هو-سانج باك على موقع قاعدة بيانات الفيلم (الإنجليزية)
- هو-سانج باك على موقع كينوبويسك (الروسية)